# Jerry-Christian Tchuissé
Jerry-Christian Tchuissé (Douala, 13 gennaio 1975) è un ex calciatore camerunese, di ruolo difensore.